# Кампсвил (Илиноис)
Кампсвил (енгл. Kampsville) град је у америчкој савезној држави Илиноис.

## Демографија
По попису из 2010. године број становника је 328, што је 26 (8,6%) становника више него 2000. године.
| Група             | 2000.       | 2010.       |
| Белци             | 289 (95,7%) | 325 (99,1%) |
| Афроамериканци    | 0 (0,0%)    | 0 (0,0%)    |
| Азијати           | 3 (1,0%)    | 2 (0,6%)    |
| Хиспаноамериканци | 2 (0,7%)    | 1 (0,3%)    |
| Укупно            | 302         | 328         |